# Capitoli di Kaguya-sama: Love is War

Copertina del primo volume dell'edizione italiana, raffigurante la protagonista femminile Kaguya

Questa è la lista dei capitoli di Kaguya-sama: Love is War, manga di Aka Akasaka, serializzato dal 19 maggio 2015 al 2016 sulla rivista Miracle Jump per poi proseguire dal 24 marzo 2016 al 2 novembre 2022 su Weekly Young Jump dove si è concluso. I capitoli sono stati pubblicati in formato tankōbon dal 18 marzo 2016 al 19 dicembre 2022 per un totale di 28 volumi.
In Italia la serie è stata annunciata al Lucca Comics & Games 2019 ed è stata pubblicata da Star Comics nella collana Fan dal 9 settembre 2020 al 3 dicembre 2024.

## Volumi 1-10
| 1  | 18 marzo 2016 | ISBN 978-4-08-890432-0 | 9 settembre 2020 | ISBN 978-88-226-1891-7 |
| 1  | Capitoli - 1. Voglio che mi inviti al cinema (映画に誘わせたい?, Eiga ni sasowasetai) - 2. Voglio che mi faccia giocare all'uomo nero (ババ抜きをさせたい?, Babanuki o sasetai) - 3. Kaguya non conosce bene le cose (かぐや様はよく知らない?, Kaguya-sama wa yoku shiranai) - 4. Miyuki Shirogane vuole rispondere (白銀御行は答えたい?, Shirogane miyuki wa kotaetai) - 5. Kaguya si vuole servire del cibo (かぐや様はいただきたい?, Kaguya-sama wa itadakitai) - 6. Miyuki Shirogane vuole nasconderlo (白銀御行は隠したい?, Shirogane Miyuki wa kakushitai) - 7. Fujiwara vuole uscire (藤原ちゃんは出かけたい?, Fujiwara-chan wa dekaketai) - 8. Kaguya vuole farlo indovinare (かぐや様は当てられたい?, Kaguya-sama wa ateraretai) - 9. Kaguya vuole camminare (かぐや様は歩きたい?, Kaguya-sama wa arukitai) - 10. Il consiglio studentesco vuole fare i dispetti (生徒会は悪戯したい?, Seitokai wa itazura shitai) |                        |                  |                        |
| 2  | 19 luglio 2016 | ISBN 978-4-08-890468-9 | 9 settembre 2020 | ISBN 978-88-226-1896-2 |
| 2  | Capitoli - 11. Kaguya vuole fare uno scambio (かぐやさまは交換したい?, Kaguya-sama wa koukan shitai) - 12. Kaguya vuole essere fermata (かぐや様は止められたい?, Kaguya-sama wa tomeraretai) - 13. Kaguya vuole un bacio (かぐや様は口付けたい?, Kaguya-sama wa kuchi tsuketai) - 14. Miyuki Shirogane non l'ha ancora fatto (白銀御行はまだしてない?, Shirogane Miyuki wa mada shitenai) - 15. Miyuki Shirogane vuole scappare (白銀御行は逃げ出したい?, Shirogane Miyuki wa nigedashitai) - 16. Kaguya vuole riuscire a farcela (かぐや様はこなしたい?, Kaguya-sama wa konashitai) - 17. Kaguya vuole ammirare (かぐや様は愛でたい?, Kaguya-sama wa medetai) - 18. Il consiglio studentesco lo vuol far dire (生徒会は言わせたい?, Seitokai wa iwasetai) - 19. Kaguya vuole che le venga spedita (かぐや様は送らせたい?, Kaguya-sama wa okurasetai) - 20. Miyuki Shirogane vuole parlare (白銀御行は話したい?, Shirogane Miyuki wa hanashitai) |                        |                  |                        |
| 3  | 19 ottobre 2016 | ISBN 978-4-08-890508-2 | 14 ottobre 2020  | ISBN 978-88-226-1992-1 |
| 3  | Capitoli - 21. Kaguya vuole che le venga porto (かぐや様は差されたい?, Kaguya-sama wa sasaretai) - 22. Chika Fujiwara vuole essere mangiata (藤原千花は食べられたい?, Fujiwara Chika wa taberaretai) - 23. Miyuki Shirogane vuole esibirsi (白銀御行は見せつけたい?, Shirogane Miyuki wa misetsuketai) - 24. Yu Ishigami vuole sopravvivere (石上優は生き延びたい?, Ishigami Yū wa ikinobitai) - 25. Kaguya vuole che venga notato (かぐや様は気づかれたい?, Kaguya-sama wa kizukaretai) - 26. Miyuki Shirogane vuole lavorare (白銀御行は働きたい?, Shirogane Miyuki wa hatarakitai) - 27. Kaguya vuole resistere (かぐや様は堪えたい?, Kaguya-sama wa taetai) - 28. Kaguya vuole poter entrare (藤原千花はテストしたい?, Fujiwara Chika wa tesuto shitai) - 29. Ai Hayasaka vuole evitarlo (早坂愛は防ぎたい?, Hayasaka Ai wa fusegitai) - 30. Miyuki Shirogane non può perdere (かぐや様は入れたい?, Kaguya-sama wa iretai) |                        |                  |                        |
| 4  | 19 gennaio 2017 | ISBN 978-4-08-890572-3 | 9 dicembre 2020  | ISBN 978-88-226-2023-1 |
| 4  | Capitoli - 31. Chika Fujiwara vuole fare i test (白銀御行は負けられない?, Shirogane Miyuki wa makerarenai) - 32. Kaguya vuole essere detestata (かぐや様は嫌われたい?, Kaguya-sama wa kirawaretai) - 33. Miyuki Shirogane vuole cantare (かぐや様は送りたい?, Kaguya-sama wa okuritai) - 34. Kaguya vuole accompagnare (藤原書記は見舞いたい?, Fujiwara Shoki wa mimaitai) - 35. La segretaria Fujiwara vuole fare visita alla malata (四宮かぐやについて①?, Shinomiya Kaguya ni tsuite ichi) - 36. A proposito di Kaguya Shinomiya (1ª parte) (白銀御行は歌いたい?, Shirogane Miyuki wa utaitai) - 37. Kaguya non sa perdonare (かぐや様は許せない?, Kaguya-sama wa yurusenai) - 38. Kaguya vuole perdonare (かぐや様は許したい?, Kaguya-sama wa yurushitai) - 39. Kaguya vuole farsi invitare (かぐや様は呼ばせたい?, Kaguya-sama wa yobasetai) - 40. Miyuki Shirogane vuole uscire (白銀御行は出かけたい?, Shirogane Miyuki wa dekaketai) |                        |                  |                        |
| 5  | 19 aprile 2017 | ISBN 978-4-08-890623-2 | 10 febbraio 2021 | ISBN 978-88-226-2125-2 |
| 5  | Capitoli - 41. Miyuki Shirogane vuole vederla (白銀御行は出会いたい?, Shirogane Miyuki wa deaitai) - 42. Ai Hayasaka vuole immergersi (早坂愛は浸かりたい?, Hayasaka Ai wa tsukaritai) - 43. Chika Fujiwara vuole mangiare alla grande (藤原千花は超食べたい?, Fujiwara Chika wa chō tabetai) - 44. Non sentivo il rumore dei fuochi d'artificio (1ª parte) (花火の音は聞こえない 前編?, Hanabi no oto wa kikoenai - Zenpen) - 45. Non sentivo il rumore dei fuochi d'artificio (2ª parte) (花火の音は聞こえない 後編?, Hanabi no oto wa kikoenai - Kouhen) - 46. Kaguya non vuole evitarlo (かぐや様は避けたくない?, Kaguya-sama wa saketakunai) - 47. Kaguya vuole farlo scegliere (かぐや様は選ばせたい?, Kaguya-sama wa erabasetai) - 48. Il consiglio studentesco non ha raggiunto il Nirvana (生徒会は神ってない?, Seitokai wa kamittenai) - 49. Miyuki Shirogane vuole preparare il pesce (白銀御行は捌きたい?, Shirogane Miyuki wa sabakitai) - 50. Kaguya vuole festeggiare (柏木渚は見てられない?, Kashiwagi Nagisa wa miterarenai)                                        |                        |                  |                        |
| 6  | 19 luglio 2017 | ISBN 978-4-08-890702-4 | 7 aprile 2021    | ISBN 978-88-226-2190-0 |
| 6  | Capitoli - 51. Nagisa Kashiwagi non riesce a stare a guardare (かぐや様は祝いたい?, Kaguya-sama wa iwaitai) - 52. Kaguya vuole chiederglielo (かぐや様は聞き出したい?, Kaguya-sama wa kikidashitai) - 53. Kaguya e gli altri vogliono fare un regalo (かぐや様は贈りたい?, Kaguya-sama wa okuritai) - 54. Chika Fujiwara vuole verificarlo (藤原千花は確かめたい?, Fujiwara Chika wa tashikametai) - 55. E poi Ishigami chiuse gli occhi (1ª parte) (そして、石上優は目を閉じた①?, Soshite, Ishigami Yū wa me o tojita ichi) - 56. Miyuki Shirogane vuole alzare lo sguardo (白銀御行は見上げたい?, Shirogane Miyuki wa miagetai) - 57. Kaguya vuole sposarsi (かぐや様は結婚したい?, Kaguya-sama wa kekkon shitai) - 58. Ai Hayasaka vuole conquistarlo (早坂愛はオトしたい?, Hayasaka Ai wa otoshitai) - 59. Il 67° consiglio studentesco (第６７期生徒会?, Dai rokujūnana-ki seitokai) - 60. Kaguya non vuole chiamarlo (かぐや様は呼びたくない?, Kaguya-sama wa yobitakunai) |                        |                  |                        |
| 7  | 19 ottobre 2017 | ISBN 978-4-08-890762-8 | 9 giugno 2021    | ISBN 978-88-226-2294-5 |
| 7  | Capitoli - 61. Kaguya vuole ottenere una dichiarazione (かぐや様は告ら“れ”たい?, Kaguya-sama wa kokura"re"tai) - 62. Miyuki Shirogane vuole disegnare (白銀御行は描きたい?, Shirogane Miyuki wa kakitai) - 63. Miyuki Shirogane vuole avere successo con le ragazze (白銀御行はモテたい?, Shirogane Miyuki wa motetai) - 64. Nagisa Kashiwagi vuole consolare (柏木渚は慰めたい?, Kashiwagi Nagisa wa nagusametai) - 65. Miko Iino vuole correggere (伊井野ミコは正したい?, Iino Miko wa tadashitai) - 66. Kaguya vuole vincere (かぐや様は蹴落としたい?, Kaguya-sama wa keotoshitai) - 67. Impedirò che Miko Iino venga derisa (伊井野ミコを笑わせない?, Iino Miko o warawasenai) - 68. Voglio far ridere Miko Iino (伊井野ミコを笑わせたい?, Iino Miko o warawasetai) - 69. Kaguya non viene chiamata (かぐや様は呼ばれない?, Kaguya-sama wa yobarenai) - 70. Kaguya vuole farlo spogliare (かぐや様は脱がせたい?, Kaguya-sama wa nugasetai) |                        |                  |                        |
| 8  | 19 gennaio 2018 | ISBN 978-4-08-890840-3 | 11 agosto 2021   | ISBN 978-88-226-2422-2 |
| 8  | Capitoli - 71. Kaguya vuole farlo produrre (かぐや様は出させたい?, Kaguya-sama wa dasasetai) - 72. Miko Iino vuole contenersi (伊井野ミコは抑えたい?, Iino Miko wa osaetai) - 73. Miyuki Shirogane vuole farlo leggere (白銀御行は読ませたい?, Shirogane Miyuki wa yomasetai) - 74. Kaguya ♡ gli acquari (かぐや様♡アクアリウム?, Kaguya-sama ♡ aquarium) - 75. Kaguya vuole raccoglierli (かぐや様は集めたい?, Kaguya-sama wa atsumetai) - 76. Nagisa Kashiwagi è una che rompe (柏木渚はめんどくさい?, Kashiwagi Nagisa wa mendokusai) - 77. Chika Fujiwara vuole farglielo dire (藤原千花は聞き出したい?, Fujiwara Chika wa kikidashitai) - 78. Kaguya non ha paura (かぐや様は怯えない?, Kaguya-sama wa obienai) - 79. Kaguya vuole essere vista dal medico (かぐや様は診られたい?, Kaguya-sama wa miraretai) - 80. E poi Ishigami chiuse gli occhi (2ª parte) (そして、石上優は目を閉じた②?, Soshite, Ishigami Yū wa me o tojita ni) |                        |                  |                        |
| 9  | 19 aprile 2018 | ISBN 978-4-08-890891-5 | 8 settembre 2021 | ISBN 978-88-226-2563-2 |
| 9  | Capitoli - 81. Kaguya vuole toccare (かぐや様は触りたい?, Kaguya-sama wa sawaritai) - 82. Kaguya non si rifiuta (かぐや様は断らない?, Kaguya-sama wa kotowaranai) - 83. Kei Shirogane non può parlare (白銀圭は話せない?, Shirogane Kei wa hanasenai) - 84. Miyuki Shirogane vuole ballare (白銀御行は踊りたい?, Shirogane Miyuki wa odoritai) - 85. Kobachi Osaragi vuole disciplinare (大仏こばちは取り締まりたい?, Kobachi Osaragi chi wa torishimaritai) - 86. Shirogane padre vuole farglielo dire (白銀父は聞き出したい?, Shirogane chichi wa kikidashitai) - 87. Lo Shuchiin fa il saggio di ginnastica (秀知院は体育祭?, Shuichi'in in wa taiikumatsuri) - 88. E poi Ishigami chiuse gli occhi (3ª parte) (そして，石上優は目を閉じた③?, Soshite, Ishigami Yū wa me o tojita san) - 89. Miyuki Shirogane e Yu Ishigami (白銀御行と石上優?, Shirogane Miyuki to Ishigami Yū) - 90. Kyoko Otomo non se ne rende conto (大友京子は気付かない?, Ōtomo Kyōko wa kidzukanai) - 91. Chika Fujiwara vuole farlo gonfiare (藤原千花は膨らませたい?, Fujiwara Chika wa fukurama setai) |                        |                  |                        |
| 10 | 19 giugno 2018 | ISBN 978-4-08-891041-3 | 10 novembre 2021 | ISBN 978-88-226-2714-8 |
| 10 | Capitoli - 92. Voglio mettere in imbarazzo Kaguya (かぐや様を照れさせたい?, Kaguya-sama o tere sasetai) - 93. Kaguya vuole farlo portare via (かぐや様は連れ出したい?, Kaguya-sama wa tsuredashitai) - 94. Kaguya vuole fermarla (かぐや様は阻止したい?, Kaguya-sama wa soshi shitai) - 95. Miko Iino vuole rilassarsi (伊井野ミコは癒されたい?, Iino Miko wa iyasaretai) - 96. Kaguya vuole farlo mangiare (かぐや様は食べさせたい?, Kaguya-sama wa tabe sasetai) - 97. Nagisa Kashiwagi vuole giustiziarlo (柏木渚は誅したい?, Kashiwagi Nagisa wa chūshitai) - 98. Maki Shijo vuole fare qualcosa (四条眞妃は何とかしたい?, Mako Shijo wa nantoka shitai) - 99. Miyuki Shirogane vuole essere creduto (白銀御行は信じられたい?, Shirogane Miyuki wa shinji raretai) - 100. Il consiglio studentesco vuole farsi fotografare (生徒会は撮られたい?, Seitokai wa tora retai) - 101. Il consiglio studentesco vuole farla fotografare (生徒会は撮らせたい?, Seitokai wa tora setai)                                                                                                   |                        |                  |                        |